# Добромишль
Добромишль — хутір Монастириського району Тернопільської області.

## Географія

### Розташування
Добромишль розташований на Подільському горбогір'ї.

## Історія
За даними «Словника географічного Королівства Польського…», раніше село було присілком Комарівки.
Через село проходила одноколійна залізниця Станиславів — Гусятин.
Протягом 1962–1966 село належало до Бучацького району.

## Населення
Станом на 2014 рік в селі було 34 двори та проживав 81 житель

## Транспорт
Через Добромишль проходить автодорога Н18. Останнє село Тернопільської області під час руху в напрямку Івано-Франківська. Збереглась частково ділянка насипу колишньої залізниці Станиславів — Гусятин на відтинку Франківськ — Бучач, яка проходить через село, якусь відтинок — поряд з автодорогою.

## Релігія
26 вересня 1992 року відбулося освячення каплиці на честь святих верховних апостолів Петра і Павла.
У 2003 році відкрито УГКЦ ім. Святих первоверховних апостолів Петра і Павла (з матеріальною допомогою Плетенчука Івана, жителя Канади, уродженеця с. Добромишль)

## Культура

### Пам'ятки
- Церква